# Gluta
Gluta is een geslacht uit de pruikenboomfamilie (Anacardiaceae). De soorten komen voor op het eiland Madagaskar en van het eiland Hainan tot in tropisch Azië.

## Soorten
- Gluta aptera (King) Ding Hou
- Gluta beccarii (Engl.) Ding Hou
- Gluta cambodiana Pierre
- Gluta capituliflora Ding Hou
- Gluta celebica Kosterm.
- Gluta compacta Evrard
- Gluta curtisii (Oliv.) Ding Hou
- Gluta elegans (Wall.) Kurz
- Gluta glabra (Wall.) Ding Hou
- Gluta gracilis Evrard
- Gluta laccifera (Pierre) Ding Hou
- Gluta lanceolata Ridl.
- Gluta laosensis Tagane & Kameda
- Gluta laxiflora Ridl.
- Gluta longipetiolata Kurz
- Gluta macrocarpa (Engl.) Ding Hou
- Gluta malayana (Corner) Ding Hou
- Gluta megalocarpa (Evrard) Tardieu
- Gluta oba (Merr.) Ding Hou
- Gluta obovata Craib
- Gluta papuana Ding Hou
- Gluta pubescens (Ridl.) Ding Hou
- Gluta renghas L.
- Gluta rostrata Ding Hou
- Gluta rugulosa Ding Hou
- Gluta sabahana Ding Hou
- Gluta speciosa (Ridl.) Ding Hou
- Gluta tavoyana Hook.f.
- Gluta torquata (King) Tardieu
- Gluta tourtour Marchand
- Gluta travancorica Bedd.
- Gluta usitata (Wall.) Ding Hou
- Gluta velutina Blume
- Gluta wallichii (Hook.f.) Ding Hou
- Gluta wrayi King

... · 
Anacardium · 
Bouea · 
Buchanania · 
Cotinus · 
Mangifera · 
Pistacia (Pistache) · 
Protorhus · 
Rhus · 
Schinus · 
Sclerocarya · 
Sorindeia · 
Spondias · 
Toxicodendron · 
...